# Mattokki
Le mattokki, aussi appelé kenzi, est une langue nubienne parlée en Égypte. elle est proche de l’andaandi parlé au Soudan.